# Juan Jose Jaime
Juan Jaime (San Cristóbal, República Dominicana; 2 de agosto de 1987 – 27 de diciembre de 2024) fue un beisbolista dominicano que jugó en la posición de pitcher.

## Carrera
Jaime firmó un contrato de agente libre aficionado con los Washington Nationals. En 2007 Jaime jugó con los Nationals en la Dominican Summer League. Lanzó 26⅔ innings en 14 partidos como relevista donde registró tres victorias y efectividad de 1.35. También ponchó a 34 y dio 14 bases por bola. 
Al terminar la temporada de 2010 Jaime fue reclamado de la lista de waivers por los Arizona Diamondbacks. El 13 de agosto de 2011 fue puesto en asignación. Cinco días después firma un contrato de ligas menores con los Atlanta Braves.
Jaime se perdió las temporadas de 2010 y 2011 debido a la cirugía Tommy John, regresando con el equipo de Triple AA de Lynchburg. Ahí cumplió la función de cerrador teniendo participación en 42 partidos donde su récord fue de 1-3 con efectividad de 3.16 y 18 salvamentos, ponchó a 73 en 51.1 innings. Jaime jugó en 2013 con el equipo de Double-A de Mississippi, equipo en el que jugó en 35 partidos con récord de 2-5 y efectividad de 4.07, ponchó a 70 en 42 innings. En 2014 Jaime jugó para el equipo de Triple-A de Gwinnett con el que jugó 27 partidos como cerrador, récord de 1-0 con efectividad de 2.39 ERA y 13 salvamentos, ponchó a 40 en 26.1 innings.
El 19 de junio de 2014 Jaime fue pedido por los Atlanta Braves para reemplazar al lesionado Pedro Beato. Hizo su debut en la MLB al día siguiente donde lanzó una entrada como relevista en la que ponchó a dos y no recibió carrera en extra innings ante los Washington Nationals.
Jaime fue puesto en asignación por los Braves el 13 de abril de 2015. El 27 de mayo de 2015 fue cambiado a Los Angeles Dodgers junto a Alberto Callaspo, Eric Stults e Ian Thomas por Juan Uribe y Chris Withrow. Pasó el resto de la temporada dentro del sistema de ligas menores de los Dodgers.
El 1 de diciembre de 2015 Jaime firma un contrato con los Chunichi Dragons de la Nippon Professional Baseball. El 29 de octubre de ese año se confirmó que Jaime fue dejado en libertad de los Dragons junto a Ricardo Nanita, Leyson Septimo, Drew Naylor y Anderson Hernandez.
El 10 de abril de 2017 Jaime firmó con los Saraperos de Saltillo de la Liga Mexicana de Béisbol, equipo con el que estuvo menos de un mes ya que fue cortado en 2 de mayo de 2017. Una semana después firma con los Olmecas de Tabasco, pero fue cortado dos semanas después. A nivel de béisbol invernal jugó para los Tigres del Licey en República Dominicana y para los Caimanes de Barranquilla en Colombia.

## Muerte
Jaime murió de un ataque cardíaco el 27 de diciembre de 2024 a los 37 años.